# Gómez Palacio
Gómez Palacio város Mexikó Durango államának keleti részén, lakossága 2010-ben meghaladta a 257 000 főt, ezzel a torreóni agglomeráció második legnépesebb települése Torreón mögött.

## Földrajz

### Fekvése
Gómez Palacio Durango állam keleti határán fekszik, a Comarca Lagunera nevű vidéken. Keletről Coahuila állam határolja és azon belül Torreón városa, mellyel teljesen egybeépült. A két települést a Nazas nevű időszakos folyó választja el egymástól. A település délnyugati szomszédja az agglomeráció harmadik legnagyobb városa, Lerdo. Gómez Palacio területe szinte teljesen sík, a város a kb. 1100 m-es tengerszint feletti magasságban elterülő Mapimí-medencében fekszik.

### Éghajlat
A város éghajlata forró és száraz. Minden hónapban mértek már legalább 32 °C-os hőséget, a rekord pedig elérte a 44 °C-ot. Az átlagos hőmérsékletek a januári 10,3 és a június 26,1 fok között váltakoznak, novembertől márciusig fagyok is előfordulnak, a levegő akár -10 °C alá is hűlhet. Az évi alig 200 mm csapadék időbeli eloszlása nagyon egyenetlen: a júniustól szeptemberig tartó 4 hónapos időszak alatt hull az éves mennyiség több mint 70%-a.
| Hónap                                   | Jan.  | Feb. | Már. | Ápr. | Máj. | Jún. | Júl. | Aug. | Szep. | Okt. | Nov. | Dec.  | Év    |
| --------------------------------------- | ----- | ---- | ---- | ---- | ---- | ---- | ---- | ---- | ----- | ---- | ---- | ----- | ----- |
| Rekord max. hőmérséklet (°C)            | 33,0  | 36,0 | 39,0 | 41,0 | 44,0 | 43,0 | 42,0 | 41,0 | 41,0  | 39,0 | 36,0 | 32,0  | 44,0  |
| Átlagos max. hőmérséklet (°C)           | 19,8  | 24,5 | 26,9 | 30,9 | 33,6 | 34,3 | 33,3 | 33,3 | 32,0  | 28,2 | 24,5 | 20,0  | 28,5  |
| Átlaghőmérséklet (°C)                   | 10,3  | 14,2 | 16,9 | 21,0 | 24,5 | 26,1 | 25,7 | 25,7 | 24,2  | 20,1 | 15,2 | 10,5  | 19,6  |
| Átlagos min. hőmérséklet (°C)           | 0,8   | 4,0  | 6,9  | 11,1 | 15,4 | 17,9 | 18,0 | 18,0 | 16,3  | 11,9 | 6,0  | 1,0   | 10,6  |
| Rekord min. hőmérséklet (°C)            | −10,0 | −6,0 | −3,0 | 2,0  | 8,0  | 10,0 | 7,0  | 12,0 | 9,0   | 0,0  | −4,0 | −12,0 | −12,0 |
| Átl. csapadékmennyiség (mm)             | 7     | 1    | 5    | 3    | 14   | 36   | 30   | 35   | 36    | 20   | 5    | 3     | 194   |
| Forrás: Servicio Meteorológico Nacional |       |      |      |      |      |      |      |      |       |      |      |       |       |

## Népesség
A település népessége a közelmúltban folyamatosan és gyorsan növekedett:
| Év   | Lakosság |
| ---- | -------- |
| 1990 | 164 092  |
| 1995 | 192 888  |
| 2000 | 210 113  |
| 2005 | 239 842  |
| 2010 | 257 352  |

## Története
A terület őslakói a csicsimékek voltak, ám ők ezen a helyen nem alapítottak állandó települést. 1598-ban Juan Agustín de Espinoza jezsuita atya és Antonio Martín Zapata kapitány érkezett meg ide a Comarca Lagunerába, hogy hittérítő tevékenységbe kezdhessenek, majd a környék kezdetben a spanyol koronához tartozó földjei számos tulajdonosváltáson mentek keresztül.
1811-ben, miután Acatita de Baján mellett elfogták a függetlenségi háború vezéreit, köztük Miguel Hidalgót, a rabokat Chihuahuába szállították, útközben áthaladtak itt is. Később Leonardo Zuloaga hozta létre azt az első települést és őrtornyot (torreón), amiből a szomszédos Torreón kifejlődött, a Gómez Palacio elődjét jelentő Santa Rosa de Lima nevű haciendát pedig Juan Ignacio Jiménez alapította 1840. augusztus 30-án. 1883-ban érkezett meg a vasút a Comarca Lagunerába, a következő évben pedig megjelent a leendő város első lakójának, Ruperto Enríqueznek a sátra. A vasútállomás környékén 1886-ban kezdték meg a telkek parcellázását, majd hamarosan házak sokasága épült fel ezen a területen. 1893-ban indult el a Guadalupe-kápolna építése, 1896-ban pedig már iskola is működött a településen, igaz, csak leányok tanulhattak benne. 1898-ban létesült az első villamos erőmű, aminek segítségével biztosították a közvilágítást, a fölösleges áramot pedig bevezették néhány magánházba is.
Durango állam kormányzata 1905. december 21-én hozta meg azt a rendeletet, amivel végleg elismerték Gómez Palacio megszületését, de az első önkormányzat csak 1907-ben jött létre. Nevét Francisco Gómez Palacióról kapta, aki egy neves durangói író, jogtudós és politikus volt.
1908-ban Francisco I. Madero eszméi terjedni kezdtek az országban, Gómez Palacio hazafias juntája, a Junta Patriótica is csatlakozott a maderistákhoz. Amikor 1910. november 20-án kitört a felkelés Porfirio Díaz rendszere ellen, a helyi főszervezőt, Dionisio Reyest keresni kezdték a szövetségiek, hogy agyonlőjék, de nem találtak rá. A város rendőrsége ellen Jesús Agustín Castro indított támadást.
A településen kezdetben a gyapottermesztés és -feldolgozás volt a legjelentősebb iparág, de itt működött 1898-tól az El Brillante nevű malom, valamint felépült Latin-Amerika első szappangyára, a La Esperanza is. Napjaink egyik legfontosabb Gómez Palació-i központú vállalata, a LALA nevű tejipari óriásvállalat (melynek neve a La Laguna szókapcsolatból származik), Torreónban alakult meg 1950-ben és ma több üzemet is működtet az agglomerációban.

## Turizmus, látnivalók

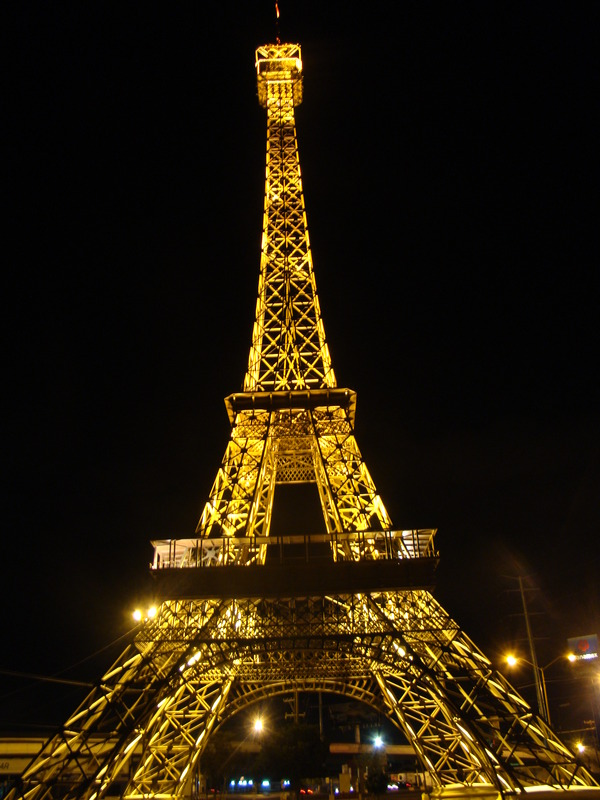
Az Eiffel-torony 58 méteres utánzata Gómez Palacióban

Gómez Palacio nem kimondott turisztikai célpont. Történelmi városrészei, régi műemlékei nincsenek, az egyetlen jellegzetes régi építménye az 1900-ban épült parókia, újabb épületei közül pedig a párizsi Eiffel-torony 58 méter magas, 2007-ben épült utánzata az egyik leghíresebb. Sok emlékművet emeltek viszont jeles történelmi személyeknek, közülük a leghíresebb a Cerro de la Pila csúcson álló Francisco Villa-lovasszobor, de megtekinthető még a Hős fiúk(Niños Héroes), Benito Juárez, Francisco Zarco, Miguel Hidalgo, Guadalupe Victoria és Ramón González Villareal szobra is, és emlékművet kaptak az 1910-ben a helyi forradalmat kirobbantó emberek, a tanárok és az anyák is.
Létesült a város kulturális központjában egy modern művészeti múzeum, ahol bel- és külföldi festők műveit állítják ki, a Museo Comunitario Xiximes nevű múzeumban a helyi őslakosok által készített tárgyakat mutatják be, a La Casa de la Piedra („A kő háza”) nevű épületben pedig ásványkiállítás tekinthető meg.